# Kabila (Kernu)
Pour les articles homonymes, voir Kabila.
Kabila est un village situé dans la Commune de Kernu du Comté de Harju en Estonie.
Au 31 décembre 2011, le village compte 60 habitants.